# Конституционный референдум на Гренаде (2018)
Конституционный референдум на Гренаде проходил 6 ноября 2018 года. Поправка к Конституции, выдвинутая на референдум, делала Карибский суд апелляционным судом последней инстанции вместо Судебного комитета Тайного совета Великобритании и переименовывала Верховный суд. Похожая поправка уже выдвигалась на референдуме 2016 года, когда она была отклонена.
В тот же день проводился аналогичный референдум в Антигуа и Барбуде. 
В результате голосования поправка была отклонена как на Антигуа, так и на Гренаде.

## Вопрос
Избиратели должны были ответить на следующий вопрос:

Одобряете ли Вы Билль об акте, предложенным, чтобы изменить Конституцию Гренады (Карибский суд и переименование Верховного суда) (Поправка) Билль 2018?
Оригинальный текст (англ.)Do you approve the Bill for an Act proposing to alter the constitution of Grenada cited as Constitution of Grenada (Caribbean Court of Justice and renaming of Supreme Court) (Amendment) Bill 2018?

## Результаты
Большинство проголосовало против поправки при явке 28 %. Премьер-министр Гренады Кит Митчелл, правительство которого предложило поправку, заявил, что он «разочарован», но «полностью принимает результаты».
| Выбор                               | Голоса | %     |
| ----------------------------------- | ------ | ----- |
| За                                  | 9846   | 44,80 |
| Против                              | 12 133 | 55,20 |
| Недействительных/пустых бюллетеней  | 119    | –     |
| Всего                               | 22 098 | 100   |
| Зарегистрированных избирателей/Явка | 79 410 | 27,83 |
| Источник: St. Lucia News Online     |        |       |